# زهرة الدم سنانية الأوراق
زهرة الدم سنانية الأوراق (الاسم العلمي: Haemanthus lanceifolius) هي نوع من النباتات تتبع جنس زهرة الدم من فصيلة النرجسية.